# Marquesat de Grijalba
El Marquesat de Grijalba és un títol nobiliari espanyol creat el 27 de desembre de 1890 pel rei Alfons XIII, a favor de Jacinto María Ruiz Ibarra Grijalba y Ricardo, Senador del Regne.
La seva denominació fa referència al cognom del primer titular, així com a la localitat de Grijalba, província de Burgos.

## Marquesos de Grijalba
|                                    | Titular                                 | Període                 |
| Creació per Alfons XIII            | Creació per Alfons XIII                 | Creació per Alfons XIII |
| ---------------------------------- | --------------------------------------- | ----------------------- |
| I                                  | Jacinto María Ruiz Ibarra y Ricardo     | 1890-1909               |
| II                                 | Gustavo Ruiz de Grijalba y López Falcón | 1909-1929               |
| Rehabilitació per Francisco Franco |                                         |                         |
| III                                | Alejandro Ruiz de Grijalba y Avilés     | 1954-1979               |
| "IV"                               | "Armand Pierre Magescas de Bascaran"    | 1979-                   |
|                                    |                                         |                         |

## Història dels Marquesos de Grijalba
- Jacinto María Ruiz Ibarra Grijalba y Ricardo († en 1909), I marquès de Grijalba.

1. Casat amb Higinia López Falcón. El succeí el seu fill:

- Gustavo Ruiz de Grijalba y López Falcón († en 1929), II marquès de Grijalba. Sense descendents. El succeí, per rehabilitació en 1953, el fill del seu germà, Alfonso Ruiz de Grijalba y López, que s'havia casat amb Mercedes Avilés, per tant el seu nebot:

Rehabilitat en 1954 per:
- Alejandro Ruiz de Grijalba y Avilés, III marquès de Grijalba.

- "Armand Pierre Magescas de Bascaran", "IV marquès de Grijalba".

1. Casat amb Daisy Gisèle Pigray Costa.